# Hejnał Gminy Trąbki Wielkie
Hejnał Gminy Trąbki Wielkie – utwór muzyczny, przyjęty jako jeden z symboli gminy Trąbki Wielkie uchwałą Rady Gminy 10 listopada 2015 roku. Autorką kompozycji jest Joanna Szymala. 
Został wybrany spośród 82 kompozycji w ramach Konkursu Kompozytorskiego, zorganizowanego pod patronatem Rektora Akademii Muzycznej im. Stanisława Moniuszki w Gdańsku, prof. Macieja Sobczaka, 12 września 2015 roku.
Od 2015 roku odbywa się coroczny Międzynarodowy Konkurs Trąbkowy "Mały Trębacz w Trąbkach Wielkich", podczas którego wybierany jest najlepiej wykonany hejnał na trąbce. 